# Zymen Danseker
Siemen Danziger (c. 1579 – c. 1615), más conocido bajo los nombres Zymen Danseker y Simón de Danser, fue un corsario neerlandés del siglo XVII. Su apellido es a menudo escrito como Danziker, Dansker o Danser.
Danseker y el pirata inglés Jack Ward fueron los dos renegados más destacados que operaron en la costa berberisca a principios del siglo XVII. Se decía que comandaban escuadrones en Argel y Túnez que eran iguales a sus homólogos europeos y, como aliados, unidos representaban un poder naval formidable –tal y como lo representaron Aruj y Jeireddín Barbarroja en el siglo anterior–. De forma tardía durante su estancia en la Berbería, Danseker se hizo conocido por el epíteto turco Simon Re'is.
A las órdenes de la Regencia de Argel y a la cabeza de unas dotaciones formadas por ingleses y turcos, el neerlandés apresó no menos de cuarenta navíos en un período de dos años tras «volverse turco», lo cual le valió tanto a él como a su colega Ward un papel prominente en el Kitab al-Munis fi Akhbar Ifriqiya wa Tunis, redactado por el escritor e historiador tunecino Ibn Abi Dinar.

## Biografía
Nacido en una provincia meridional de los Países Bajos, Zymen tuvo sus primeras experiencias como corsario participando en la insurrección protestante contra los españoles. Más tarde se instaló en la ciudad francesa de Marsella, donde se casó con la hija del gobernador y residió hasta que, en 1607, robó un barco y navegó hasta Argel. Allí entraría al servicio del bajá Redwan, dando inicio a una breve pero infame carrera como corsario. Según Ina B. McCabe, fue él quien introdujo los navíos redondos entre los piratas berberiscos.

### Al servicio de Argel
No están claros sus motivos para convertirse en corsario otomano, pero «fue bienvenido como enemigo de los españoles» y, un año después de su llegada, era ya considerado uno de los principales capitanes de la Regencia, aunque no parece probable que fuera incluido en la taife reisi, según Velasco Hernández (2012). Acarreaba a menudo presas y cautivos españoles al puerto de Argel, y sus hazañas en estas empresas le valieron los apodos de Simon Re'is, Deli-Reis y Deli Kapitan –«Capitán Loco»– entre los marinos turcos y de la Berbería. Incorporaba a su flota algunos de los barcos capturados, mientras que Argel le proveía de astilleros donde repararlos y hombres con los que componer sus tripulaciones. Danseker fue además el primer capitán en dirigir una expedición argelina más allá del estrecho de Gibraltar, la mayor distancia a la que habían llegado hasta entonces, y alcanzó Islandia con ella –posteriormente le seguirían otros navegantes berberiscos, siendo la ocasión más famosa los llamados «secuestros turcos» de 1627–. Zymen se apoderó de al menos cuarenta buques, y echó a pique otros muchos mientras practicó el corso para la Regencia, ganando una posición en la que disfrutaba de riqueza y del lujo de vivir en un opulento palacio. Atacaba a barcos de cualquier nación, dificultando el comercio a través del Mediterráneo occidental, y muchos estados trataron de encontrar una forma de detener su pillaje, ya fuera mediante contraataques, sobornos a cambio de paso seguro y ofertas de contratación como corsario para sus respectivas armadas.
Danseker pronto se familiarizó con otros renegados, y en particular con los piratas ingleses Peter Easton y Jack Ward, constituyendo una poderosa alianza con el último. Cierta vez, una flota francesa a las órdenes de Philippe de Beaulieu-Pairsac, asistida por ocho galeras españolas, estuvo a punto de atraparle, pero logró escapar gracias a una tormenta repentina; condujo a sus naves a lo largo de la costa, donde sus perseguidores no podían alcanzarle. Un escuadrón inglés capitaneado por sir Thomas Shoreley también pretendían capturar al corsario neerlandés en ese tiempo. Algunos de estos hechos son mencionados en un informe firmado por Andrew Barker en 1609. El mismo año, el español Luis Fajardo, en compañía de Beaulieu, llevó a cabo una incursión en Túnez que destruyó una flota de pirata de varias nacionalidades, entre ellas las naves del propio Danseker, pero el corsario no estaba allí.

### Al servicio de Francia
En 1609, tras hacerse con un galeón español frente a las costas valencianas, Zymen aprovechó la oportunidad para hacer llegar un mensaje a la corte de Enrique IV de Francia a través de los sacerdotes jesuitas a bordo. Pedía ser exonerado de sus crímenes, con la intención de poder regresar a Marsella, en la que tiempo atrás había dejado a su esposa e hijos. Lo consiguió y obtuvo permiso para reunirse con ellos a finales del mismo año, arribando a la ciudad portuaria con cuatro barcos de guerra bien armados el 17 de noviembre de 1609. Fue recibido por el duque de Guisa, a quien entregó «un presente de varios turcos, que fueron mandados a galeras de inmediato», así como una considerable suma en oro español.
En 1612, Danseker se desplazó a Túnez, merced a un pacto secreto con Francia, para armar una flota de naos tunecinas con las que ir a saquear las Indias españolas. Sin embargo, el virrey de Sicilia, Pedro Téllez-Girón, Duque de Osuna, averiguó el plan tras interceptar un espía, e inmediatamente despachó a Antonio Pimentel al mando de seis galeras. La noche del 28 de mayo, en un nueva incursión como la realizada por Fajardo, Pimentel se infiltró en el puerto de Túnez y destruyó con artefactos incendiarios toda la flota de Denseker mientras éste y los tripulantes dormían, además de capturar también otros tres barcos locales.
El ahora excorsario había estado residiendo en Marsella desde hacía un año cuando las autoridades francesas le pidieron que se pusiera al frente de una expedición contra sus antiguos camaradas berberiscos, regresando más tarde en aquel mismo año a pesar de los rumores acerca de su captura. En 1615 fue convocado por Luis XIII para negociar la liberación de los barcos franceses que retenía Yusuf Dey en Túnez. De acuerdo con el relato de William Lithgow, Zymen Danseker fue llevado a tierra en una estratagema de Yusuf, apresado por jenízaros y decapitado.